# Aeham Ahmad
Aeham Ahmad (en arabe : أيهم أحمد ; également transcrit Aeham Al Ahmad, Aiham Ahmed) est un pianiste palestino-syrien né dans le camp de réfugiés de Yarmouk, en Syrie, en 1988.
Surnommé « le pianiste de Yarmouk » ou « le pianiste dans les décombres », il acquiert une renommée internationale en 2014-2015 par ses apparitions publiques à Yarmouk pendant la guerre civile en Syrie. Il vit sous le statut de réfugié en Allemagne.

## Biographie

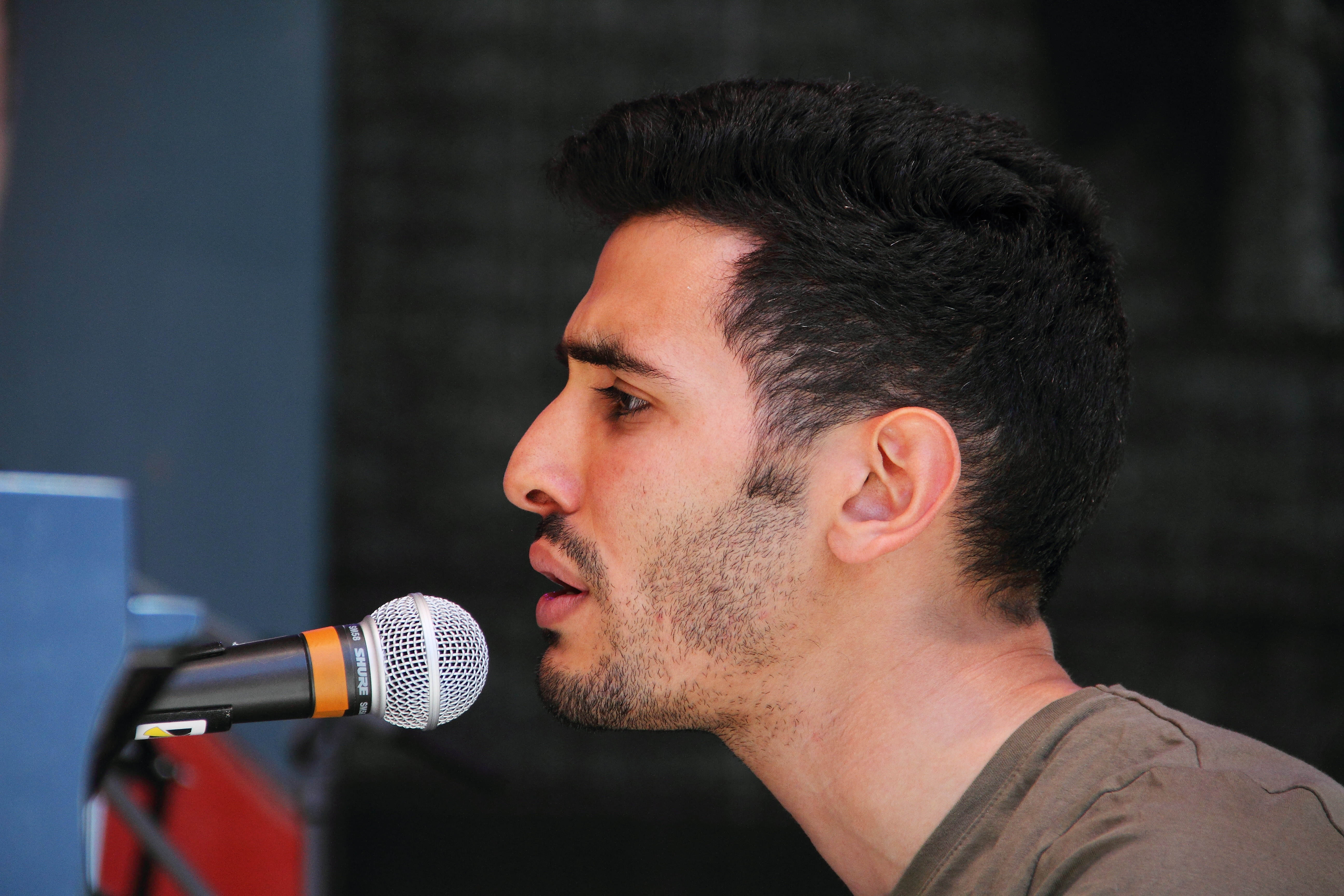
Fête de Rudolstadt 2018

Aeham Ahmad naît et grandit comme réfugié palestinien dans le camp de réfugiés syriens de Yarmouk à Damas. Depuis l'âge de cinq ans, il apprend le piano, d'abord au conservatoire de Damas, de 2006 à 2011, il étudie à la faculté de musique de l'Université Baas à Homs. Yarmouk est contesté par diverses parties à la guerre civile depuis 2013. Au fil des actes de guerre, assiégée et affamée par le régime syrien la population passe de 150 000 à 16 000 personnes en 2015. Pendant ce temps, Ahmad transporte son piano sur une remorque ou une camionnette et se produit dans les rues et les lieux publics, au milieu des décombres. Des vidéos de ces performances sont partagées sur les réseaux sociaux et son histoire reçoit une couverture médiatique internationale.
Après la prise d'une partie du camp de Yarmouk par des combattants de l'État islamique en avril 2015, son piano est détruit lors d'une inspection. Aeham Ahmad décide de quitter son pays natal. Le 2 août, il réussit à fuir le siège de Yarmouk et arrive jusqu'en Allemagne — via Izmir, Lesbos et la route des Balkans — en septembre 2015, où il vit d'abord dans une antenne du centre d'accueil initial de l'État de Hesse, à Kirchheim.

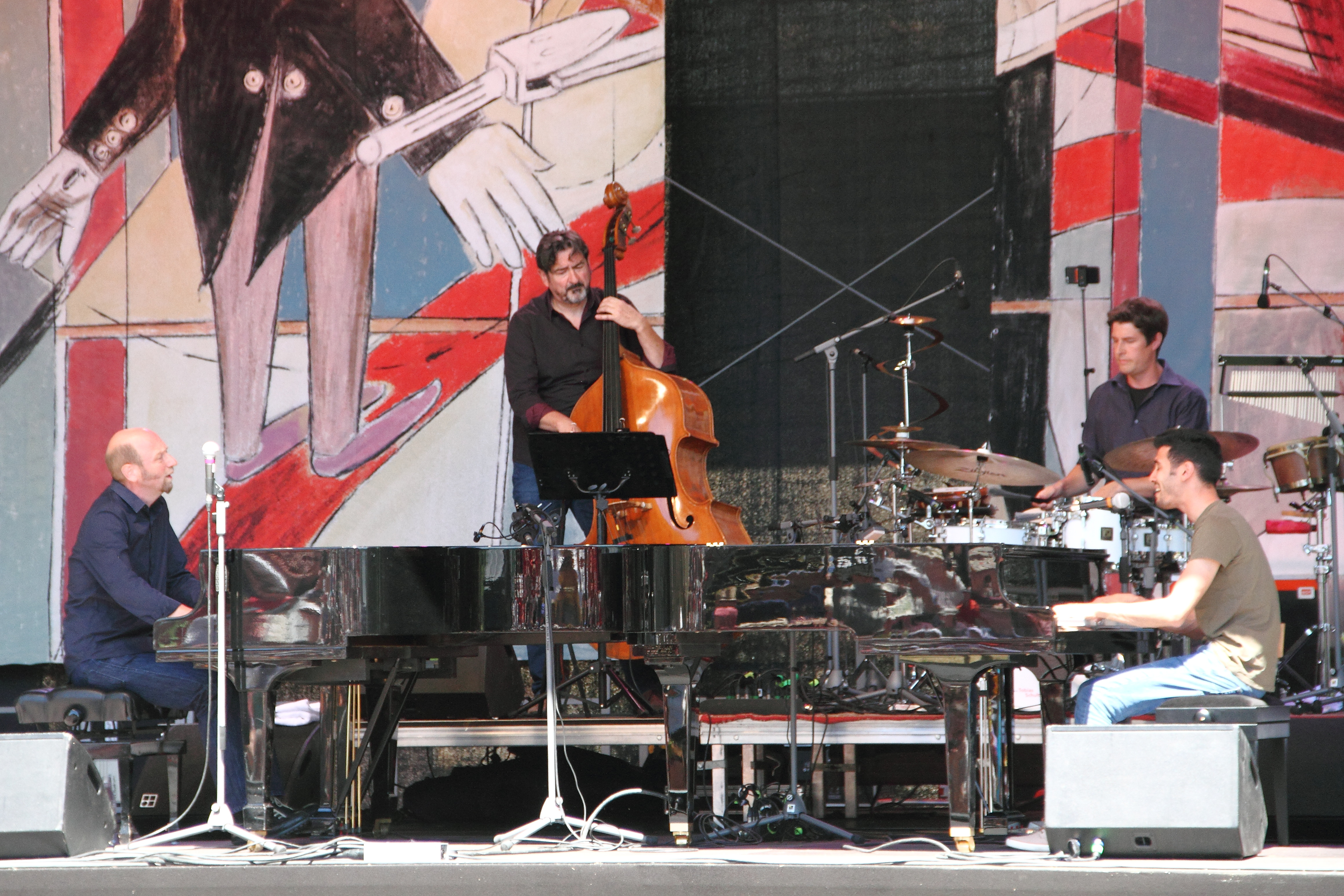
Le Trio Ahmad Knecht au Festival de Rudolstadt 2018

En 2015, il reçoit le premier « prix international Beethoven pour les droits de l'homme, la paix, la liberté, la réduction de la pauvreté et l'inclusion » à Bonn. Le prix devait initialement être décerné pour la première fois en 2016, mais a été avancé à 2015 en raison de « l'engagement exceptionnel » d'Ahmad. Il fait ses premières apparitions en Allemagne lors d'un concert pour réfugiés et bénévoles à Munich en octobre 2015 et d'un concert au profit de l'aide aux réfugiés de Bochum avec l'Orchestre symphonique de Bochum.
Les blessures dues à un éclat d'obus dans la main gauche l'empêcheront probablement de poursuivre sa carrière de pianiste classique,.
Depuis 2017, il joue avec le Edgar Knecht Trio : Edgar Knecht (piano), Rolf Denecke (contrebasse) et Tobias Schulte (batterie). Ils développent ensemble l'album Keys to Friendship de 2017, sur lequel ils interprètent des chansons folkloriques allemandes et arabes sur des arrangements de jazz. En 2017, ils remportent le « Creole - Global Music Contest ».
Ahmad est marié et a deux fils. Sa famille a pu emménager en Allemagne en août 2016.

## Publications
- Aeham Ahmad, Le pianiste de Yarmouk, La Découverte, 29 mars 2018, 352 p. (ISBN 9782707196538)[10]

## Discographie
- Aeham Ahmad et Edgar Knecht : Keys to friendship  (o-tone music, 2017)